# Фузако Сіґенобу
Фузако Сіґенобу  (яп. 重信 房子 Сіґенобу Фузако, нар. 28 вересня 1945 року, Токіо)  — засновниця та керівниця мілітаризованої комуністичної групи «Червона армія Японії».

## Життєпис
Дочка професора, яка з відзнакою закінчила університет Мейдзі, стала ідеологом і лідером японської Червоної Армії. Сіґенобу поїхала до Лівану, де створила «інтернаціональне» угруповання у сприянні з Народним фронтом звільнення Палестини. У травні 1972 року в ізраїльському аеропорту «Лод» у влаштованій японськими ліворадикальними терористами перестрілці загинуло 28 людей, включаючи Цуєсі Окудайро — чоловіка Сігенобу.
У листопаді 2000 року заарештована в Осаці, 2006 року засуджена на 20 років (Верховний суд 2010 року підтвердив вирок). У квітні 2001 року Сіґенобу, перебуваючи у в'язниці, оголосила про розпуск «Червоної армії Японії». Фусако Сіґенобу мала вийти на свободу у 2027 році, але вийшла на свободу 28 травня 2022.
Має доньку Мей Сіґенобу (нар. 1 березня 1973).

## Кінематограф
«Об'єднана Червона армія» — художній фільм, присвячений Об'єднаній Червоній Армії та Червоній армії Японії. Прем'єра фільму відбулася 26 серпня 2007 (Японія). Режисер — Кодзі Вакамацу. У ролі Сіґенобу — Анрі Бан.
У 2010 році було знято документальний фільм «Діти революції», в якому донька Сіґенобу, Мей, розповідає про свою матір.